# Pedro García (ort i Dominikanska republiken)
Pedro García är en ort i Dominikanska republiken.   Den ligger i provinsen Santiago, i den centrala delen av landet, 140 km nordväst om huvudstaden Santo Domingo. Pedro García ligger 454 meter över havet och antalet invånare är 1 457.
Terrängen runt Pedro García är kuperad. Runt Pedro García är det tätbefolkat, med 286 invånare per kvadratkilometer. Närmaste större samhälle är Santiago de los Caballeros, 16,3 km söder om Pedro García. I omgivningarna runt Pedro García växer i huvudsak städsegrön lövskog.